# カンナ 吉野の暗闘
『カンナ 吉野の暗闘』（カンナ よしののあんとう）は、高田崇史による日本の推理小説。カンナシリーズの第3作である。

## 出版履歴
- 2009年：講談社ノベルス、ISBN 978-4-06-182639-7
- 2012年：講談社文庫、ISBN 978-4-06-277309-6

## あらすじ
失踪中の早乙女諒司が、冬の吉野山に入るのが目撃され、甲斐、貴子、竜之介の3人は吉野へと向かうが、山中で貴子が滑落してしまう。そんな中、一行は救出に来た金鉱脈を探す鶴見光昭と出会う。

## 登場人物

### 主要登場人物
鴨志田 甲斐 (かもしだ かい)
主人公。逃亡を続ける諒司を追って吉野に向かうが、同行者の2人が病院に行ったため1人で「山桜山荘」に宿泊することとなり、事件に巻き込まれていく。
中村 貴湖 (なかむら たかこ)
ヒロイン。今回も甲斐に同行するが、吉野の山中で滑落したために足の骨にヒビが入り、強制的に入院。
柏木 竜之介 (かしわぎ りゅうのすけ)
貴湖からの連絡を受け、甲斐たちの吉野行きに同行する。自分が意地を張ったせいで貴湖がけがをしてしまった責任を感じ、入院した彼女に付き添う。

### 吉野の人々
金谷 洋二（かなや ようじ）
金剛不動神社宮司の一人息子だが、まだ神職の資格は持っていない。幼いころは父に憧れていた。進学失敗がきっかけで酒びたりになっているため町の人々からの印象は悪かった。光昭とは仲が悪い。金剛不動神社の本殿裏手で石垣に頭をぶつけて死亡しているのが発見される。
大野 雪枝（おおの ゆきえ）
洋二の高校時代の同級生でかつて交際していた時期もあった。現在は「山桜山荘」でアルバイトとして働いており、光昭に思いを寄せている。
鶴見 光昭（つるみ みつあき）
「山桜山荘」の一人息子。髭面でヒグマのように大柄な33歳。山岳ガイドとして働いているが無愛想で、家の手伝いもろくにせずに吉野山で金の鉱脈を探しているため非常識だと人々からは悪い印象を持たれている。しかし、人命救助などの際には自分の身をなげうって救助に向かうという面を持ち、金鉱脈を探しているのも母親に楽をさせるためだった。忍者犬であるほうろくが懐く珍しい人間。
金谷 和徳（かなや かずのり）
金剛不動神社の宮司。光昭が吉野山に通い金鉱脈を探すのを嫌がっている。
金谷 幸子（かなや さちこ）
和徳の妻。ノイローゼ気味。
鶴見 夏子（つるみ なつこ）
光昭の母。民宿「山桜山荘」の女将。55歳。何年も前に夫が山で滑落死している。

### 警察
雉丘 正勝 (きじおか まさかつ)
『カンナ 飛鳥の光臨』にも登場する奈良県警捜査一課の刑事。洋二の死亡事故を調べることになる。